# Bailleul (Nord)

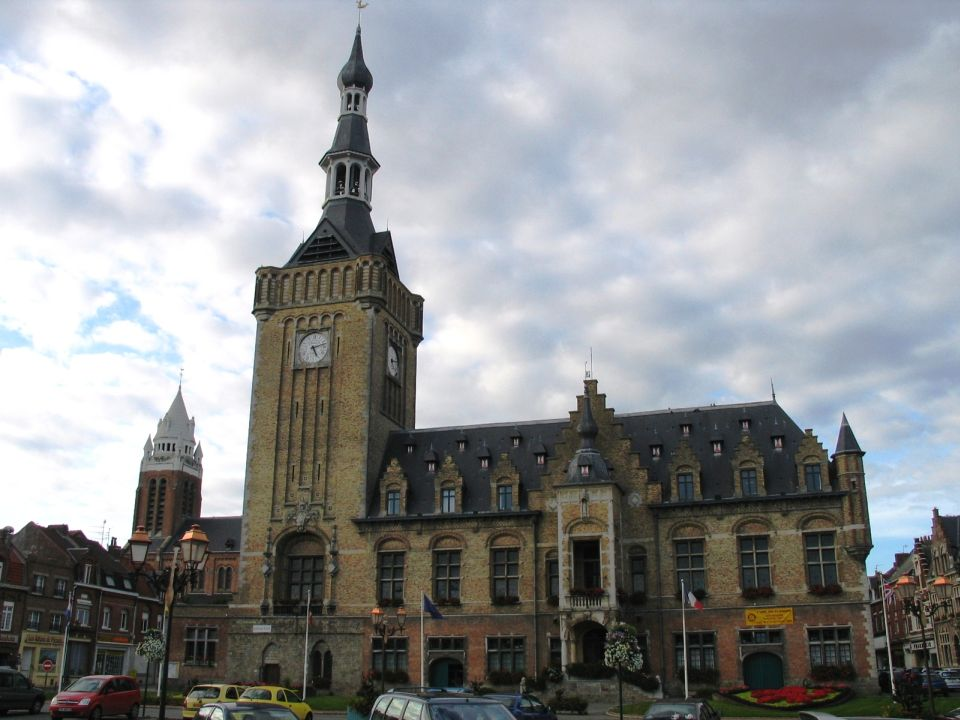
Kościół w Bailleul

Bailleul – miejscowość i gmina we Francji, w regionie Hauts-de-France, w departamencie Nord.
Według danych na rok 1990 gminę zamieszkiwało 13 847 osób, a gęstość zaludnienia wynosiła 319 osób/km² (wśród 1549 gmin regionu Nord-Pas-de-Calais Bailleul plasuje się na 51. miejscu pod względem liczby ludności, natomiast pod względem powierzchni na miejscu 3.).

## Współpraca
Miejscowości partnerskie:
- Hawick, Wielka Brytania
- Izegem, Belgia
- Wałcz, Polska
- Werne, Niemcy
- Yaka, Togo